# MBV (album)
MBV (được viết thành m b v) là album phòng thu thứ ba của ban nhạc rock My Bloody Valentine, được phát hành vào ngày 2 tháng 2 năm 2013.
Một phần của MBV được thu trước khi nhóm tan rã năm 1997. Việc thu âm được tiếp tục khi ban nhạc tái hợp vào năm 2007. MBV đã nhận được nhiều phản hồi tích cực.

## Tiếp nhận
| Đánh giá chuyên môn | Đánh giá chuyên môn |
| Điểm trung bình     | Điểm trung bình     |
| Nguồn               | Đánh giá            |
| ------------------- | ------------------- |
| Metacritic          | 87/100              |
| Nguồn đánh giá      |                     |
| Nguồn               | Đánh giá            |
| AllMusic            | [ 2 ]               |
| The A.V. Club       | A−                  |
| Chicago Tribune     | [ 4 ]               |
| The Daily Telegraph | [ 5 ]               |
| The Guardian        | [ 6 ]               |
| Los Angeles Times   | [ 7 ]               |
| NME                 | 8/10                |
| Pitchfork           | 9.1/10              |
| Rolling Stone       | [ 10 ]              |
| Spin                | 8/10                |

## Danh sách bài hát
Tất cả các ca khúc được viết bởi Kevin Shields.
| STT              | Nhan đề           | Thời lượng |
| ---------------- | ----------------- | ---------- |
| 1.               | "She Found Now"   | 5:06       |
| 2.               | "Only Tomorrow"   | 6:22       |
| 3.               | "Who Sees You"    | 6:12       |
| 4.               | "Is This and Yes" | 5:07       |
| 5.               | "If I Am"         | 3:54       |
| 6.               | "New You"         | 4:59       |
| 7.               | "In Another Way"  | 5:31       |
| 8.               | "Nothing Is"      | 3:34       |
| 9.               | "Wonder 2"        | 5:52       |
| Tổng thời lượng: | Tổng thời lượng:  | 49:12      |